# Empire Earth II: The Art of Supremacy
 Empire Earth II: The Art of Supremacy  est une extension du jeu vidéo de stratégie en temps réel Empire Earth II développé par Mad Doc Software et publié par Vivendi Games le 15 février 2006. The Art of Supremacy introduit un certain nombre de nouveauté dont notamment quatre nouvelles factions - les Maasaï, les Zoulous, la France et la Russie - et trois nouvelles campagnes se focalisant respectivement sur les Guerres napoléoniennes, l’Égypte antique et sur le futur du peuple Maasaï,,.

## Accueil
| Empire Earth II: The Art of Supremacy |      |       |
| Média                                 | Pays | Notes |
| GameSpot                              | US   | 54 %  |
| Jeuxvideo.com                         | FR   | 12/20 |
| Joystick                              | FR   | 4/10  |